# منتخب ألمانيا لكرة اليد للناشئات
منتخب ألمانيا لكرة اليد للناشئات هو ممثل ألمانيا الرسمي في المنافسات الدولية في كرة اليد
.

## وصلات خارجية
- الموقع الرسمي